# Pragmace (évêque)
Pour les articles homonymes, voir Pragmace.
Saint Pragmace est un saint du VIe siècle, le onzième évêque de la ville d'Autun. Il a été inhumé dans la basilique Saint-Étienne. Sa mémoire est célébrée le 22 novembre.

## Biographie
La vie de Pragmace est mal connue mais son existence est attestée par différents écrits. Il est évêque d'Autun et prend la suite de Flavien (ou Flavichon) qui décède avant 500. Il participe au concile d'Épaone en 517, à l'invitation de saint Avit, évêque de Vienne. Pragmace échange également une correspondance avec saint Sidoine, évêque de Clermont,,.
Avant de mourir, il voit probablement sa ville épiscopale dévastée par les fils de Clovis, vainqueurs des Bourguignons qui s'opposaient aux Francs,.
Pragmace est inhumé dans la basilique Saint-Étienne située près du cimetière d'Autun, mais cette église est détruite au XVIIIe siècle. Quelques-unes de ses reliques seront longtemps conservées à l'abbaye Saint-Andoche, à Autun.
Sa mémoire liturgique est célébrée le 22 novembre. Elle est célébrée par l’Église catholique comme par l’Église orthodoxe.